# Musée de la Défense aérienne
Le Musée de la Défense aérienne, situé sur la Base des Forces canadiennes (BFC) Bagotville dans la province de Québec, est un musée consacré à l'histoire de l'aviation militaire au Canada. 
Ses collections comprennent les avions Canadair CF-5, Avro Canada CF-100 Canuck, CT-133 Silver Star, CF-101 Voodoo, F-86 Sabre, MiG 23, CF-18 et les hélicoptères Vertol H-21 et UH-1 Iroquois. Sa collection complète compte « plus de 7 000 artéfacts et une bibliothèque de près de 3 000 livres portant sur l'aviation ». Le musée offre des visites guidées intérieures et extérieures, ainsi que des simulateurs de vol de CF-18.

## Photographies

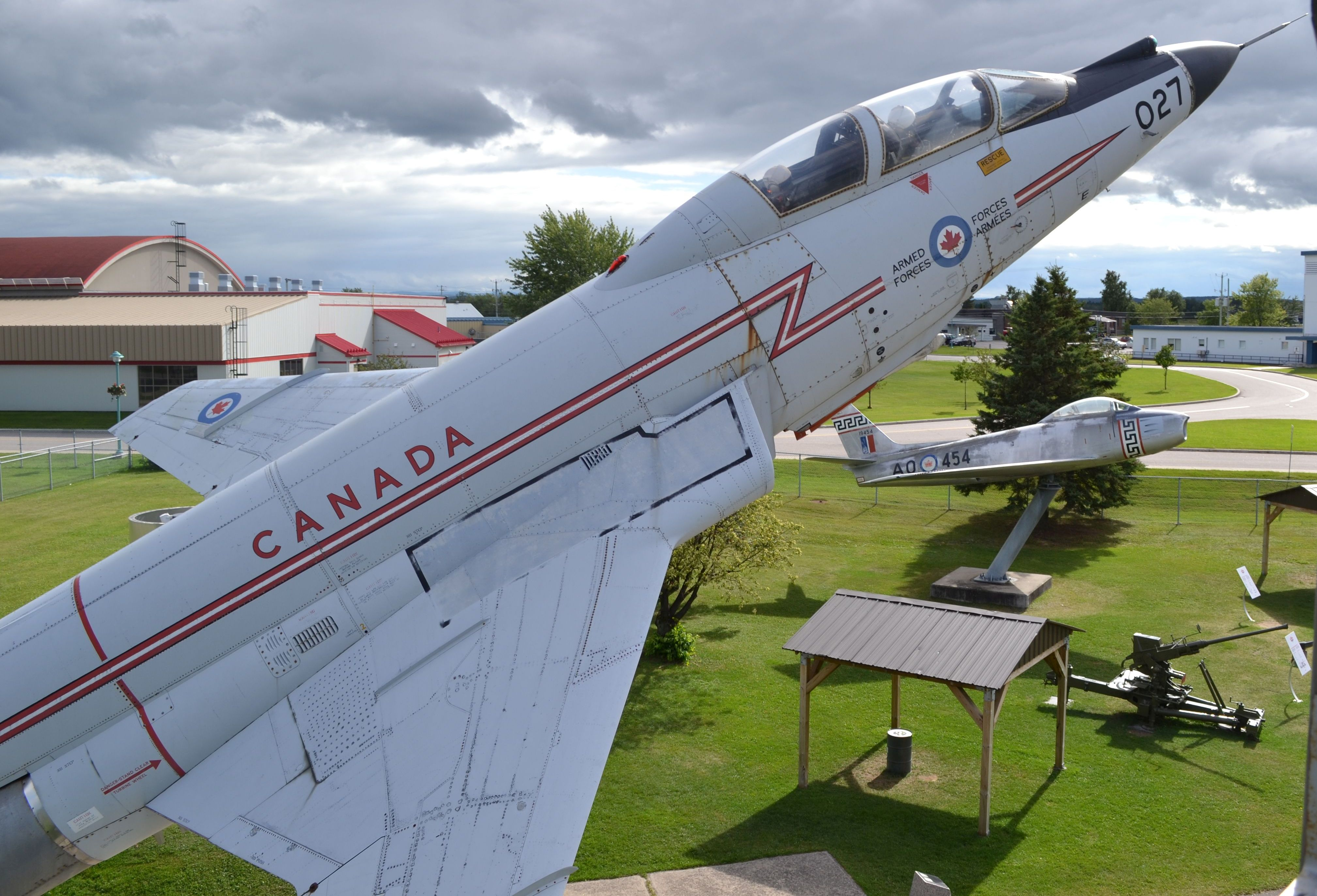
CF-101 Voodoo
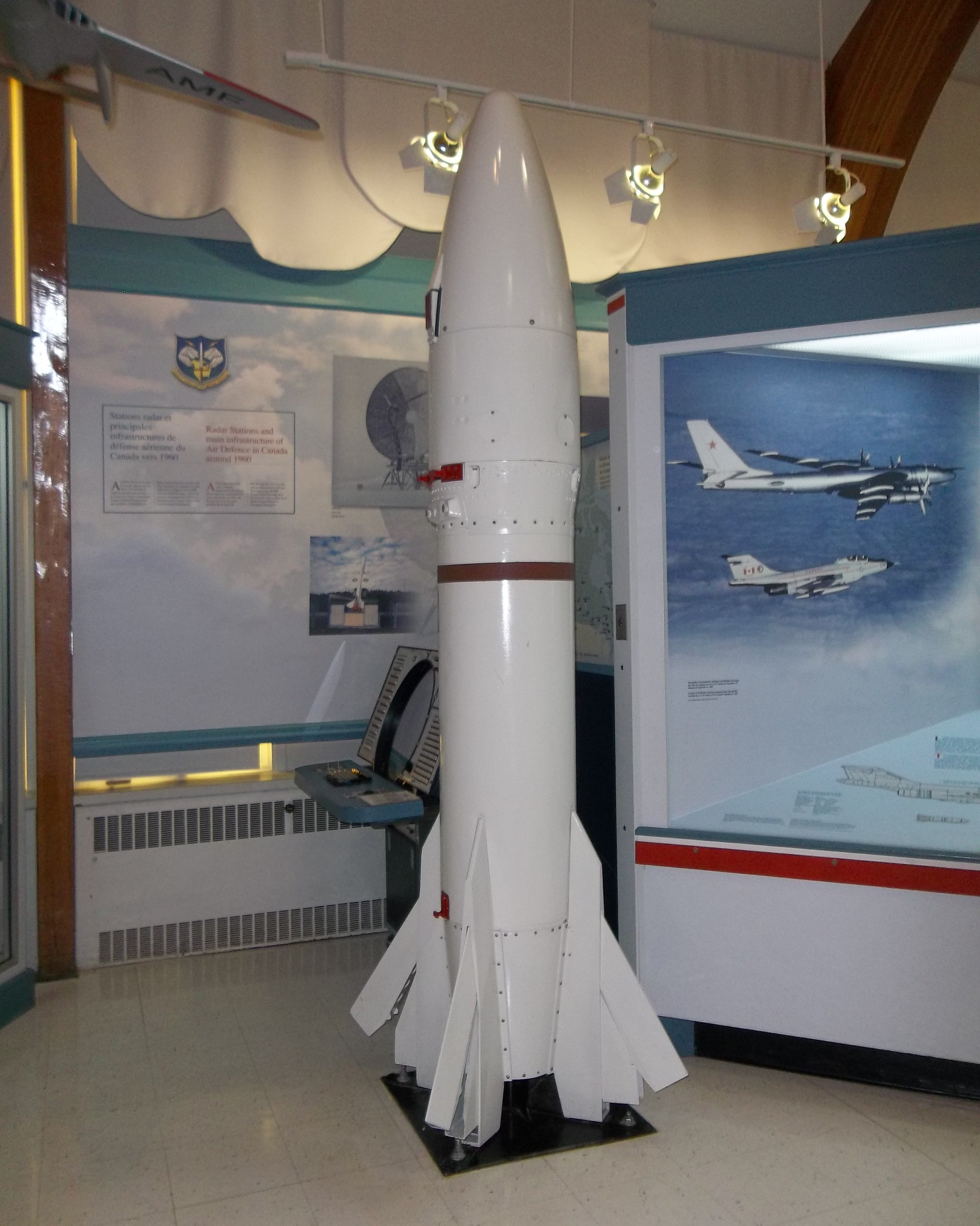
Roquette nucléaire AIR-2A Genie équipant le CF-101 Voodoo
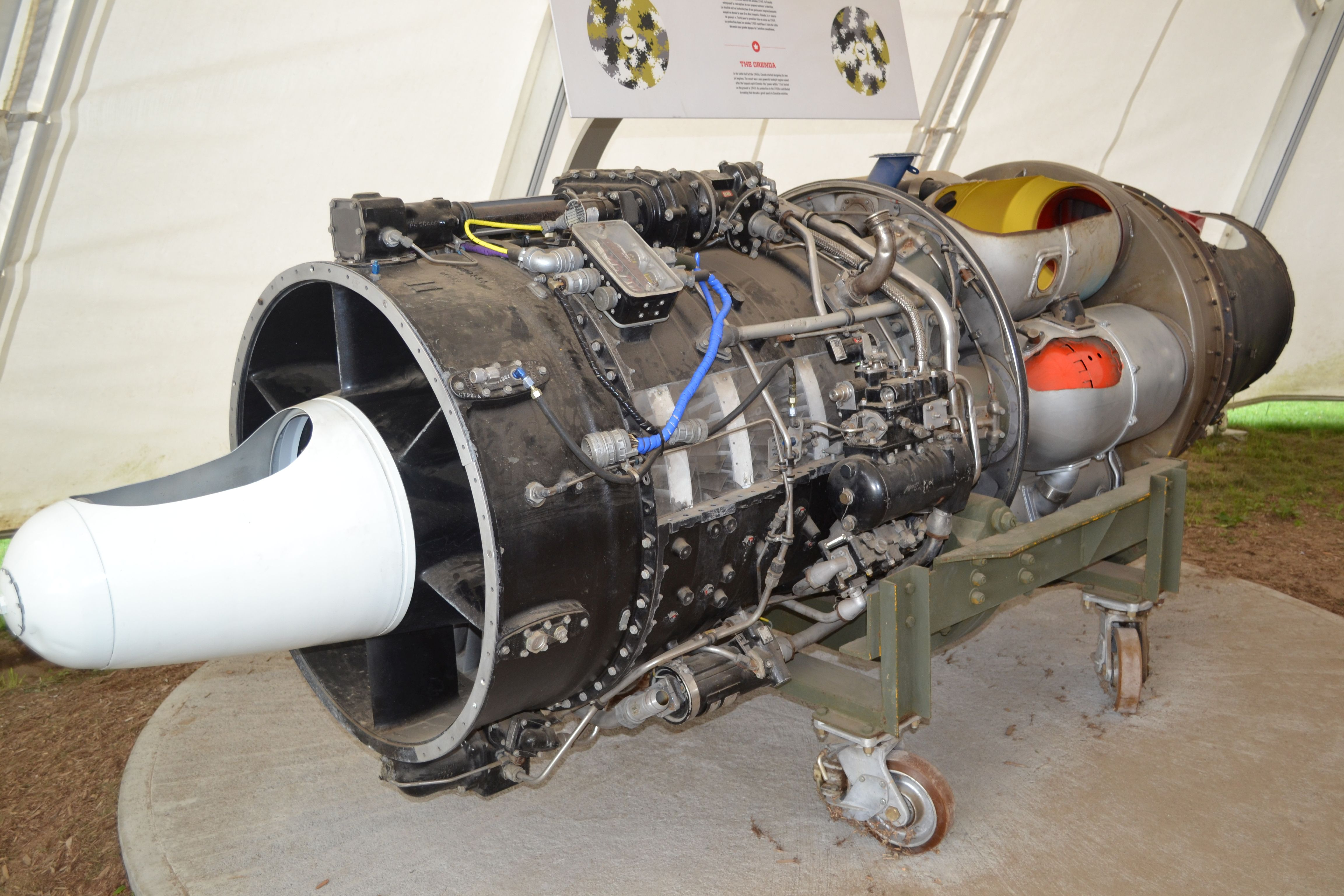
Moteur à réaction Orenda
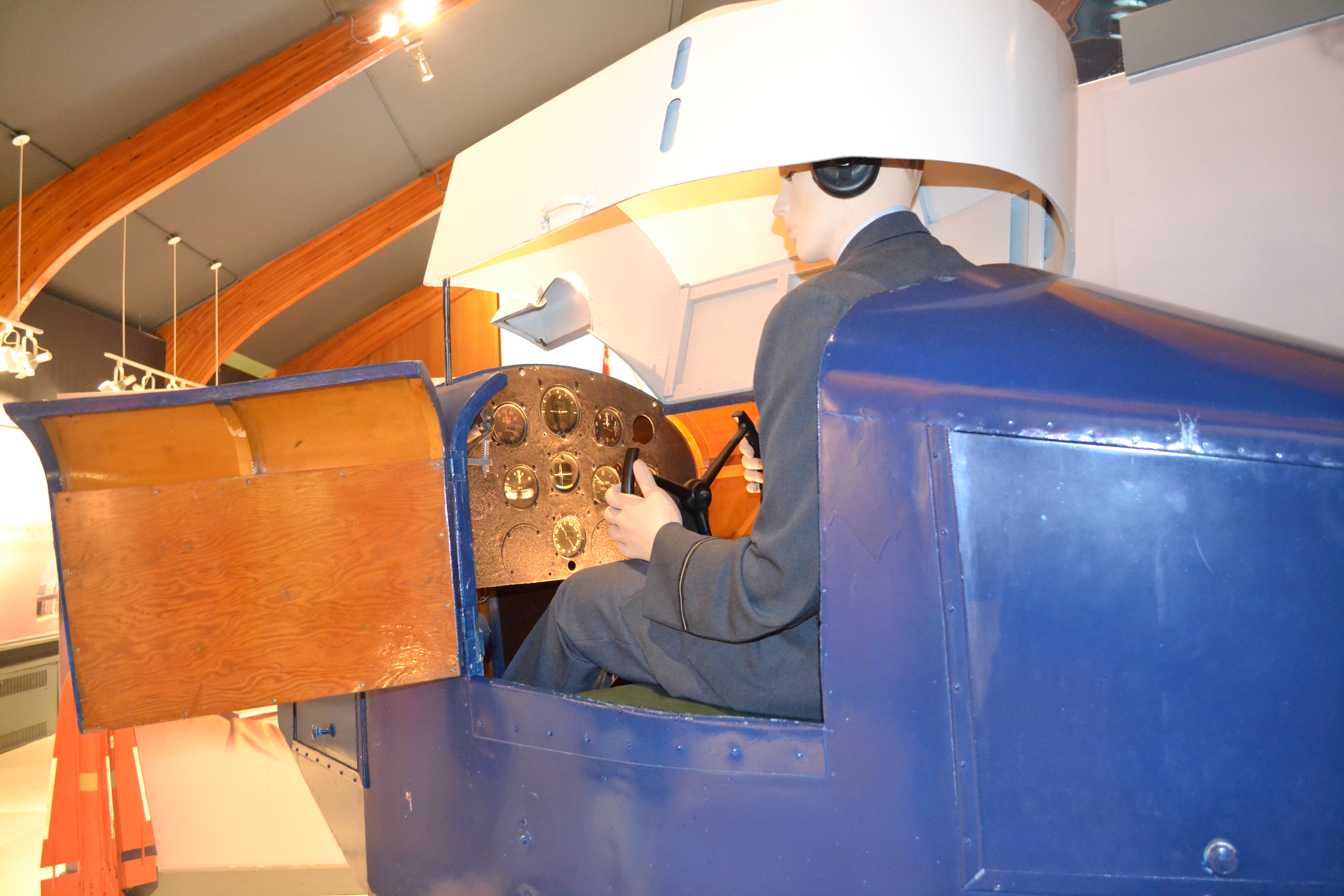
Simulateur de vol «Link Trainer » ou «Blue Box»